# Phostria marginalis
Phostria marginalis là một loài bướm đêm trong họ Crambidae.